# あの頃のように
『あの頃のように』（あのころのように）は障子久美2作目のシングル。1991年5月9日に、ビクターエンタテインメントから発売。2020年9月2日MEG-CDから再発売、同年10月14日に配信でも発売された。

## 収録曲
1. あの頃のように -  TBS系ドラマ『それでも家を買いました』主題歌
2. 最終便
3. あの頃のように（オリジナル・カラオケ）
4. 最終便 （オリジナル・カラオケ）